# Ernesto Angiulli
Ernesto Angiulli (* 14. Januar 1849 in Neapel; † 11. Mai 1918 ebenda) war ein italienischer römisch-katholischer Geistlicher und Weihbischof in Neapel.

## Leben
Ernesto Angiulli wurde am 16. Januar 1849 in der Pfarrkirche Santissima Annunziata in Fonseca getauft. Ab 1868 studierte er Philosophie und Katholische Theologie am erzbischöflichen Priesterseminar in Neapel. Am 21. September 1872 empfing er durch den Erzbischof von Neapel, Sisto Riario Sforza, das Sakrament der Priesterweihe für das Erzbistum Neapel.
Nach der Priesterweihe unterrichtete Angiulli zunächst an der katholischen Schule der Pfarrei Sant’Anna di Palazzo in San Ferdinando, einem Stadtteil von Neapel, und gehörte der Diözesankommission für die Koordination der katholischen Schulen an. Im Juli 1883 wurde er nach Ischia entsandt, um die Hilfe für die Opfer des Erdbebens vom 28. Juli 1883 in Casamicciola Terme zu koordinieren. Am 3. April 1884 verlieh ihm Papst Leo XIII. den Titel Päpstlicher Ehrenkämmerer. Später leitete Angiulli das diözesane Exerzitienhaus Buon Pastore und fungierte als Protektor des Internats San Gioacchino a Pontenuovo in Neapel.
Am 21. Mai 1894 ernannte ihn Papst Leo XIII. zum Titularbischof von Augusta und zum Weihbischof in Neapel. Der Erzbischof von Neapel, Guglielmo Sanfelice d’Acquavella OSB, spendete ihm am 3. Juni desselben Jahres in der Kathedrale von Neapel die Bischofsweihe; Mitkonsekratoren waren der Bischof von Pozzuoli, Michele Zezza di Zapponeta, und der Weihbischof in Neapel, Filippo Degni di Salento. Ab dem 19. Februar 1897 war Angiulli zudem Domherr an der Kathedrale von Neapel.